# Carlton, Victoria
Carlton är en del av en befolkad plats i Melbourne, Australien. Den ligger i delstaten Victoria, nära delstatshuvudstaden Melbourne. Antalet invånare är 14 104.
Runt Carlton är det mycket tätbefolkat, med 2 915 invånare per kvadratkilometer..
Runt Carlton är det i huvudsak tätbebyggt. Genomsnittlig årsnederbörd är 1 244 millimeter. Den regnigaste månaden är juli, med i genomsnitt 140 mm nederbörd, och den torraste är januari, med 49 mm nederbörd.